# Ruská Voľa nad Popradom
Ruská Voľa nad Popradom este o comună slovacă, aflată în districtul Stará Ľubovňa din regiunea Prešov. Localitatea se află la altitudinea de 515 m deasupra n.m., se întinde pe o suprafață de 6,02 km2 și în 2017 număra 90 de locuitori.

## Istoric
Localitatea Ruská Voľa nad Popradom este atestată documentar din 1357.

## Demografie
| An:                | 1994 | 2004    | 2014   | 2024    |
| ------------------ | ---- | ------- | ------ | ------- |
| Număr de persoane: | 128  | 108     | 102    | 85      |
| Diferență:         |      | −15,62% | −5,55% | −16,66% |

| An:                | 2023 | 2024   |
| ------------------ | ---- | ------ |
| Număr de persoane: | 80   | 85     |
| Diferență:         |      | +6,25% |